# De Dion-Bouton Type ED
Der De Dion-Bouton Type ED ist ein Pkw-Modell aus den 1910er Jahren. Er gehört zur Baureihe der V8-Modelle des französischen Herstellers De Dion-Bouton.

## Beschreibung
Die Zulassung durch die nationale Zulassungsbehörde erfolgte am 26. Dezember 1912. Vorgänger war der Type DM.
Der V8-Motor hat 75 mm Bohrung, 130 mm Hub und 4595 cm³ Hubraum. Er war damals in Frankreich mit 20 Cheval fiscal (Steuer-PS) eingestuft. Er ist vorne im Fahrgestell montiert und treibt über ein Vierganggetriebe und eine Kardanwelle die Hinterräder an. Die Hinterachse ist eine De-Dion-Achse.
Die Basis bildet ein Pressstahlrahmen. Der Radstand beträgt 3420 mm und die Spurweite 1400 mm. Die Fahrzeuglänge betrug 4660 mm.
Bekannt sind Aufbauten als Tourenwagen und Limousine.
Das Modell wurde neun Monate lang angeboten. Nachfolger wurden die Type ER und Type ES, die am 27. Dezember 1912 ihre Zulassungen erhielten.
Die Unterschiede zum zeitgleich angebotenen Type EC liegen in der Kraftübertragung.
Ein Tourenwagen existiert noch.